# 巴特爾克里克鎮區 (堪薩斯州林肯縣)
巴特爾克里克鎮區（英語：Battle Creek Township）為美國堪薩斯州林肯縣轄下的鎮區。2010年美国人口普查中此鎮區人口有35人。

## 地理
巴特爾克里克鎮區涵蓋總面積為93.3平方（36.02平方英里），其中陸地面積為92.9平方（35.88平方英里），水域面積為0.36平方（0.14平方英里）或0.39%。海拔高度469（1,539英尺）。

## 人口統計
根據2010年美國人口普查，巴特爾克里克鎮區人口有35人，其中男性有17人，女性有18人，人口密度為每平方公里0.38人，住房計25戶。鎮區內的白人有35人，非裔美國人有0人，美洲原住民有0人，亞裔美國人有0人，太平洋島裔美國人有0人，其他種族有0人，混血種族則有0人。此外鎮區內有0人為西班牙裔或拉丁裔美國人。此鎮區之年齡中位數為47.5歲，而男性年齡中位數為45.5歲，女性年齡中位數為49.5歲。

## 交通

### 主要公路
- 14號堪薩斯州州道